# Missa (música)

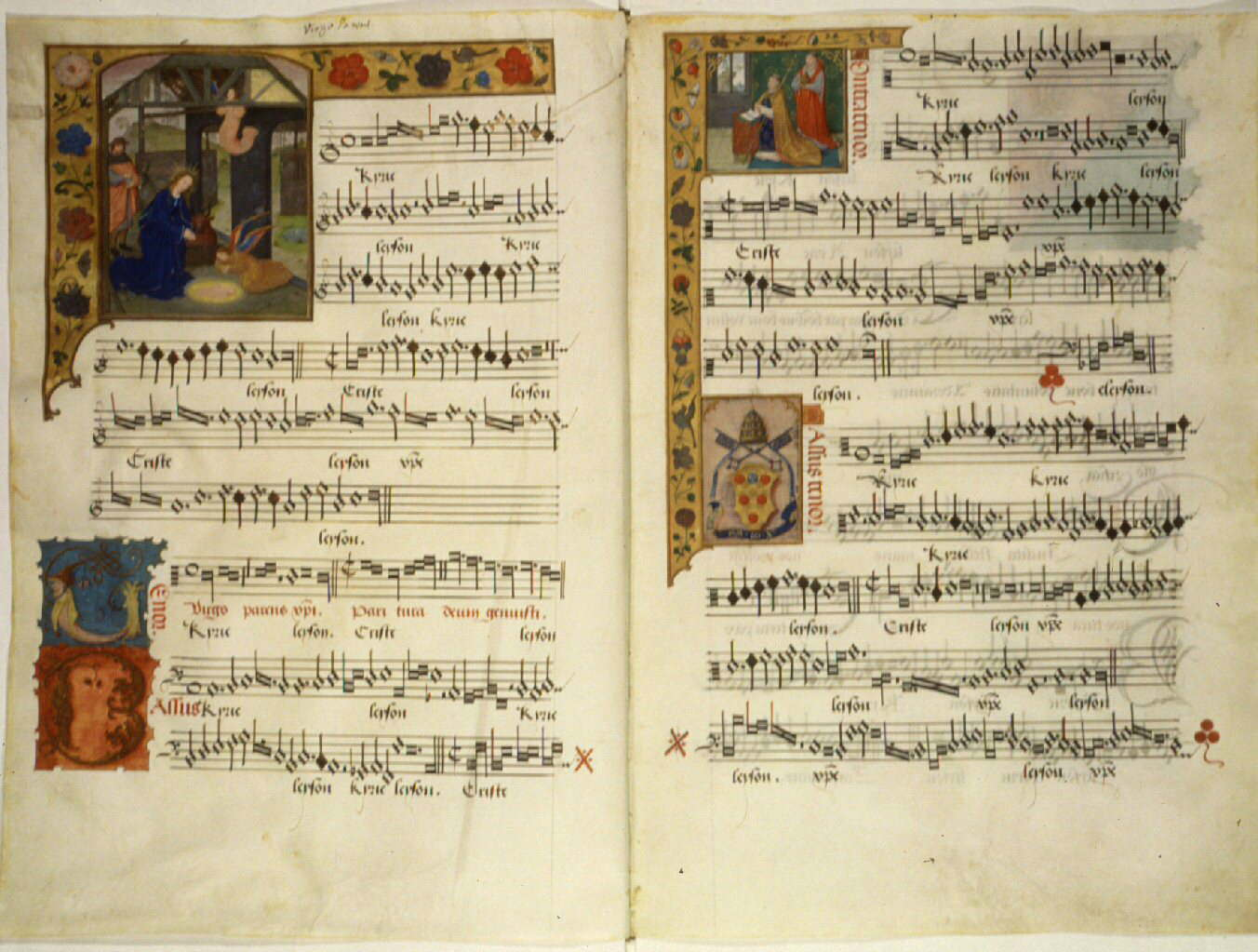
Missa Virgo parens Christi de Jacobus Barbireau

La missa (llatí: missa) és una forma musical de música sacra que estableix les parts invariables de la litúrgia eucarística cristiana (principalment la de l'⁣Església catòlica, la comunió anglicana i el luteranisme), coneguda com a missa. Aquestes cinc parts són Kyrie, Gloria, Credo, Sanctus / Benedictus o Agnus Dei.
D'ençà que en l'edat mitjana dins del mateix repertori del cant gregorià van aparèixer diferents versions musicals per a uns mateixos texts, que servien per a expressar el contingut de la festivitat a la qual s'aplicava aquella música -ja fos l'alegria de Nadal o Pasqua, o el recolliment de l'advent o la quaresma- al llarg dels segles molts compositors han posat música a aquest text invariable, sempre seguint l'estil imperant en cada moment i lloc.
La majoria de misses es basen en la litúrgia en llatí, la llengua sagrada del ritu romà de l'Església catòlica, però n'hi ha un nombre significatiu escrites en les llengües dels països no catòlics on el culte vernacle ha estat durant molt de temps la norma. Per exemple, hi ha hagut moltes misses escrites en anglès per al context dels Estats Units des del Concili Vaticà II, i d'altres (sovint anomenades "serveis de comunió") per a l'⁣Església d'Anglaterra.
Les misses poden ser a capella, és a dir, sense acompanyament independent, o poden anar acompanyades d'obbligatos instrumentals fins a una orquestra completa inclosa. Moltes misses, especialment les posteriors, no van ser escrites per a ser realitzades durant la celebració d'una missa real.

## Història

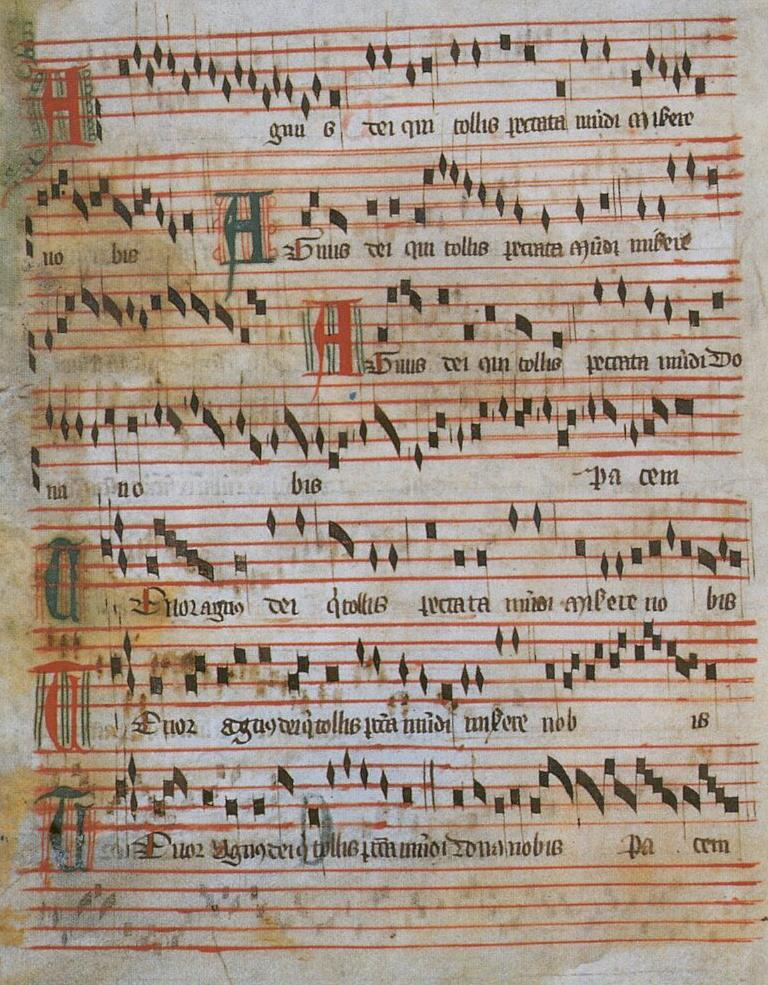
Missa de Barcelona, una composició polifònica del corresponent a l'Ars Nova

Tot i que des del segle xii (com és el cas dels Kyrie tropats del Codex Calixtinus) fins al xiv diversos compositors van posar música aïlladament a les diferents parts de l'ordinari de la missa, especialment al Gloria i al Credo, la primera missa, en tant que composició musical, composta completament pel mateix compositor és la Messe de Notre Dame de Guillaume de Machaut.
Al segle xv els compositors de l'escola francoflamenca van difondre l'ús massiu del contrapunt imitatiu en la composició de misses, i van difondre, igualment, algunes tècniques que es van convertir en les principals durant aquell segle i el següent:
- Les Misses sobre un cantus firmus, és a dir, sobre un fragment del repertori gregorià, sovint, l'inicial de la peça gregoriana que es prenia com a referència. D'aquesta manera, la melodia gregoriana passava a donar nom a la missa; Missa "Ave Maris Stella", per exemple.
- La propagació de les idees de l'humanisme va propiciar que no sols s'anés a cercar melodies originals en composicions gregorianes, sinó també en les cançons profanes de moda. Va ser especialment destacable en aquest sentit la cançó L'homme armé que va donar lloc a moltes Misses sobre l'home armé en la major part de països de l'Europa occidental.
- Si en els primers moments la melodia manllevada es mantenia a la veu del tenor, posteriorment aquesta va ser lliure per a fer-se sentir en qualsevol de les veus.
- La darrera tècnica va ser la de les misses paròdiques; en aquest cas la tècnica era la del contrafactum: es partia d'una composició polifònica -del mateix autor o d'un altre- a la qual se li treia el text original i se li feia encaixar el de la missa.

A partir del període barroc es va imposar arreu l'ús de la tècnica de l'oratori, que donà peu a la composició de les anomenades misses-oratori, en les quals el text de cada una de les parts, especialment les més llargues es fragmenten en parts que donen lloc a moviments musicals contrastats entre ells. Al marge de les diferències estilístiques, aquesta tècnica ha seguit en ús fins a les misses compostes en el segle xx, especialment les de grans dimensions.
En aquells casos en què aquestes composicions no han tingut cap referència concreta que els donés nom, s'han denominat amb relació a la seva tonalitat, a partir del segle xviii, o bé en relació al to o mode gregorià emprat per a la seva composició, fins a aquella data.
Un cas concret de missa és el Rèquiem o Missa de Rèquiem, que posa música a una combinació de les parts de l'ordinari i del propi de la missa de difunts.

## Misses destacades
- Guillaume de Machaut: Messe de Notre Dame
- Josquin Des Prés: Missa Pange Lingua
- Clément Janequin: La Bataille (sobre la seva chanson La Guèrre)
- Giovanni Pierluigi da Palestrina: Missa del Papa Marcel (que va esdevenir model de composició religiosa per a la Contrareforma)
- William Byrd: Misses
- Johann Sebastian Bach: Missa en si menor
- Joseph Haydn: Missa in Angustiis, Missa in tempore belli
- Wolfgang Amadeus Mozart: Gran missa en do menor, Missa de la Coronació, Rèquiem
- Luigi Cherubini: Missa solemne
- Ludwig van Beethoven: Missa solemnis, Missa en do major
- Gioachino Rossini: Petite Messe solennelle
- Robert Schumann: Requiem für Mignon
- Giuseppe Verdi: Rèquiem
- Charles Gounod: Missa solemne de Santa Cecília
- Anton Bruckner: Missa en mi menor
- Johannes Brahms: Un Rèquiem alemany
- Lorenzo Perosi: Missa pontificalis
- Frank Martin: Missa per a doble cor a cappella
- Francis Poulenc: Missa en sol major
- Benjamin Britten: War Requiem
- Leonard Bernstein: Mass

### Segle XXI
- Missa Latina: pro Pace de Roberto Sierra
- Missa Rigensis (2002) d'Uģis Prauliņš
- The Armed Man: A Mass for Peace de Karl Jenkins
- Missa Concertante (2008) de Marcus Paus
- Street Requiem (per als que han mort al carrer) per a cor i orquestra de Kathleen McGuire, Jonathon Welch i Andy Payne (2014)[2]
- Missa Papae Francisci (2015) d'Ennio Morricone[3]
- Missa Lucis, una missa-jazz de Justin Binek

## Misses de compositors catalans
Atès que gairebé la totalitat dels compositors catalans dels segles xvii i xviii més coneguts van treballar al servei de l'estament eclesiàstics, i donada la centralitat absoluta de la missa en el conjunt de la litúrgia de l'església catòlica, és normal que gairebé tots componguessin un cert nombre de misses. Una de les que més renom va tenir en l'època de la seva composició fou la Missa Scala Aretina de Francesc Valls.